# Капитулација Италије
Капитулација Италије или Примирје потписан у Итлииа и анти-хитлера коалиција или Примирје у Касибилеу (итал. Armistizio di Cassibile) означава споразум темељем кога је 1943. Краљевина Италија окончала учествовање у Другом светском рату на страни сила Осовине, односно непријатељства са савезничким државама. Потписан је 3. септембра 1943, а званична објава капитулације догодила се 8. септембра 1943. године. 13. октобра, 1943 Краљевина Италија објавила рат Немачкој и 1943-1945 италијанска војска се борила на страни антихитлеровске коалиције против немачких трупа, како у италијанској територији и на окупираним до 1943. године од стране италијанских територија у Југославији, Албанији, Грчкој и Француској. Представљао је изузетно важан догађај, с обзиром да су њиме Осовина остале без кључног члана своје коалиције, а западни савезници добили упориште у континенталној Европи одакле су могли да угрозе Немачку. Иако је истим споразумом Италија прешла на страну Савезника, наде да ће тај догађај довести до брзог окончања рата нису се испуниле, с обзиром да су немачке трупе успеле да окупирају највећи део италијанске територије, разоружају италијанску војску и инсталишу квислиншки режим Италијанске Социјалне Републике. На простору бивше Југославије је овај догађај имао значајне последице с обзиром да су партизанске снаге најбоље искористиле капитулацију италијанских снага како би стекле драгоцено оружје и опрему.

## Позадина
Након пораза немачко-италијанских снага у Северној Африци, Савезници су бомбардовали Рим 16. маја 1943. године. Недуго затим, тачније 10. јула исте године Савезници се искрцавају на Сицилију, а непуна два месеца касније извршена је и инвазија на само Апенинско полуострво 3. септембра 1943. године.
У пролеће 1943, италијанска војска је била у расулу, а о свему томе се морао бринути дуче Бенито Мусолини, који је губио потпору министара и италијанског народа. Ускоро је макнуо с положаја све министре који су били више верни краљу Виктору Емануелу него фашистичкоме режиму. Такав Мусолинијев потез описан је као напад према краљу, који је све више критиковао слабо стање у италијанској војсци. Након неколико одлука, краљ Виктор Емануел је, вероватно, почео да размишља о приближавању Савезницима и рушењу Мусолинијева режима.
Да би остварио те циљеве, краљ је затражио помоћ Дина Грандија. Гранди је био један од водећих људи у фашистичкој хијерархији, а у млађим данима, сматрали су га Мусолинијевим замеником или алтернативом. Краљ је био мотивисан и Грандијевим размишљањима о прилагодби фашизма према новој ситуацији. Разни амбасадори, као Пјетро Бадољо, рекли су му да размотри могућност да замени Мусолинија на месту дучеа.
Тајној уроти се придружио и Ђузепе Ботаи, други фашиста на високом положају и министар културе, те Галеацо Ћано, вероватно други најмоћнији човек у бившој Фашистичкој странци и Мусолинијев зет. Уротници су имали у циљу да врате стару моћ италијанскоме краљу. Дана 23. јула 1943, италијански Парламент престаје да буде веран Мусолинију и враћа се стара краљевска моћ. Истог дана Мусолини је морао да се састане с краљем, где је разрешен свих премијерских дужности. Кад је одлазио са састанка, Мусолинија су ухапсили карабинијери и одведен је на острво Поцу. На место премијера дошао је италијански маршал Бадољо. Бадољево именовање новим премијером покопало је наде Грандију да постане нови дуче.
Именовање Бадоља новим италијанским премијером није променило италијански положај међу силама Осовине. Међутим, то је био корак напред од стране династије Савоја према миру. Од тада почињу покушаји да се склопи мир са Савезницима.

## Капитулација Италије у Југославији
Након капитулације Италије у Југославији, било је много италијанских војника, па и официра, који су покушали да избегну заробљавање, одлучни да не служе Немцима. Једна група Италијана из Книна је покушала да се домогне партизанских положаја. Тринаесторицу Италијана у бегу ухватили су четници војводе Момчила Ђујића. По војводином наређењу »сви су били стрељани«. Око 700 Италијана, који су се из Книна склонили у Косову, код Ђујића, средином септембра су разоружани и у пратњи групе четника враћени у Книн, Немцима.
Почетком октобра, највећи део италијанске дивизије „Тауринензе“ уништен је или заробљен од стране немачке 118. дивизије, на простору југозападно од Никшића.
У септембру и октобру 1943 једињења Другог Италијански армија 19. пешадијске дивизије "Венеција" Алпско дивизија "Тауринезе" и артиљеријске групе "Аоста" након преговора команданта Другог Италијански армија генерал Марио Роботи , команданта дивизије "Венеција" генерал Ђовани Батиста Оксилија и југословенски командант Пеко Дапчевић донела на страни југословенских партизана стварањем италијанска партизанска дивизија "Гарибалди" као једињење оружаних снага Краљевине Италије под оперативном потчињавања Југословенске народне ослободилачке армије , након уласка у октобру 1944. совјетска армија и бугарска армија (оперативно подређена Совјетима) на територији Југославије италијанских снага и југословенске војске народносовбодителна пролазе под совјетском оперативним потчињавања.Март-мај 1945 након борби за ослобођење територије Босне и Хрватске из немачких окупационих трупа из италијанске дивизије "Гарибалди", цртају у Италији по налогу Врховне команде Италије у сагласности са југословенске владе и совјетске команде.